# Daniele Molmenti
Daniele Molmenti (n. 1 august 1984, Pordenone, Friuli-Veneția Giulia, Italia) este un caiacist ce a reprezentat Italia, medaliat olimpic. A participat la 2 ediții ale Jocurilor Olimpice (2008, 2012) în care a câștigat o medalie de aur.